# Brasão de armas de Essuatíni
O brasão de armas de Essuatíni é composto de vários símbolos tradicionais da cultura de Essuatíni. O leão representa o Rei de Essuatíni e o elefante representa a Rainha-Mãe. São os suportes de um escudo tradicional do povo Nguni que simboliza "protecção". Acima do escudo está uma lidlabe (coroa de penas), normalmente utilizada durante o Ncwala (o festival das colheitas). No listel abaixo do escudo está o lema nacional de Essuatíni; Siyinqaba, que significa, "Somos o forte".